# اومواهیا
اومواهیا (به لاتین: Umuahia) یک شهر در نیجریه است که در ایالت ابیا واقع شده‌است.

## خصوصیات
اومواهیا ۳۵۹٬۲۳۰ نفر جمعیت دارد.